# Santiago Urkiaga
Santiago Urkiaga Pérez, també esmentat Urkiaga, (Barakaldo, 14 d'abril de 1958) és un exfutbolista basc de les dècades de 1970 i 1980. Va ser internacional amb la selecció espanyola.

## Trajectòria
Urkiaga passà la major part de la seva carrera a l'Athletic Club, passant per les categories inferiors, el filial Bilbao Athletic i el primer equip durant nou temporades. Visqué una brillant etapa amb el club basc, guanyant dues lligues i una Copa d'Espanya. Durant aquesta etapa fou internacional amb la selecció espanyola en categories inferiors, en l'equip amateur, la selecció B i 14 cops amb la selecció absoluta. Disputà els Jocs Olímpics de Moscou 80 el Mundial de 1982 i l'Eurocopa de 1984.
Les seves dues darreres temporades les passà al RCD Espanyol, club amb el qual arribà a la final de la Copa de la UEFA la temporada 1987-88. En total disputà 46 partits a primera divisió amb el club català.

## Palmarès
Athletic
- Lliga espanyola de futbol:
  - 1982-83, 1983-84
- Copa espanyola de futbol:
  - 1983-84
- Copa espanyola de futbol:
  - 1984